# Kalksteen van Zeven Wegen
De Kalksteen van Zeven Wegen is een serie gesteentelagen in de ondergrond van Nederlands Zuid-Limburg. De Kalksteen van Zeven Wegen is onderdeel van de Formatie van Gulpen en stamt uit het Krijt (het Campanien).
Deze kalksteenlaag is vernoemd naar Zevenwegen in het Vijlenerbos.

## Stratigrafie
Normaal gesproken ligt de Kalksteen van Zeven Wegen boven op de oudere Formatie van Vaals en onder de jongere Kalksteen van Beutenaken (Formatie van Gulpen). Tussen de kalksteenlagen Beutenaken en Zeven Wegen bevindt zich de Horizont van Slenaken. Tussen de laag Zeven Wegen en de Formatie van Vaals bevindt zich de Horizont van Zeven Wegen.

## Gebied
In de Groeve Habets, Groeve CBR en in Groeve Ciments Portland Liegéois bij Hallembaye werd Kalksteen van Zeven Wegen gewonnen.

## Kalksteen
De Kalksteen van Zeven Wegen is fijnkorrelig, wit van kleur en bevat maar weinig vuursteen. De laag is maximaal ongeveer tien meter dik, maar in de omgeving van Visé is deze laag maximaal ongeveer 30 meter dik.
De typelocatie van de Kalksteen van Zeven Wegen is een weginsnijding bij Zevenwegen in het Vijlenerbos bij Vijlen.